# Deutschland (cruzador)
O Deutschland foi o primeiro cruzador pesado operado pela Reichsmarine e depois pela Kriegsmarine e a primeira embarcação da Classe Deutschland, seguido pelo Admiral Scheer e Admiral Graf Spee. Sua construção começou no início de fevereiro de 1929 nos estaleiros da Deutsche Werke em Kiel e foi lançado ao mar em meados de maio de 1931, sendo comissionado na frota alemã em abril de 1933. Era armado com uma bateria principal composta por seis canhões de 283 milímetros montados em duas torres de artilharia triplas, tinha um deslocamento carregado de mais de catorze mil toneladas e meia e conseguia alcançar uma velocidade máxima de 28 nós (52 quilômetros por hora).
O navio teve uma carreira bem ativa, participando de patrulhas de não-intervenção na Guerra Civil Espanhola, durante o qual foi atacado por bombardeiros republicados. Na Segunda Guerra Mundial, foi colocado para atacar embarcações mercantes no Oceano Atlântico, porém o clima ruim atrapalhou seus esforços e ele afundou ou capturou apenas alguns navios antes de retornar para a Alemanha. Foi renomeado para Lützow em janeiro de 1940 e participou em abril da Operação Weserübung, a invasão da Noruega. O cruzador foi muito danificado na Batalha do Estreito de Drøbak e precisou voltar para casa a fim de passar por reparos. No caminho foi torpedeado por um submarino britânico.
Os reparos terminaram em março de 1941, porém o Lützow foi torpedeado novamente dois meses depois, necessitando de mais um período de consertos. Ele encalhou em 1942 e precisou outra vez retornar para a Alemanha para passar por concertos. Sua missão seguinte foi na Batalha do Mar de Barents, que terminou em fracasso. Problemas de motor culminaram em uma reforma completa no final de 1943, depois do qual o navio permaneceu no Mar Báltico. Foi afundado pela Força Aérea Real em abril de 1945 na Polônia. O Lützow foi capturado pelas forças soviéticas, levantado da água em 1947 e depois afundado no Báltico perto de Świnoujście como navio alvo em testes de armamentos.

## Características

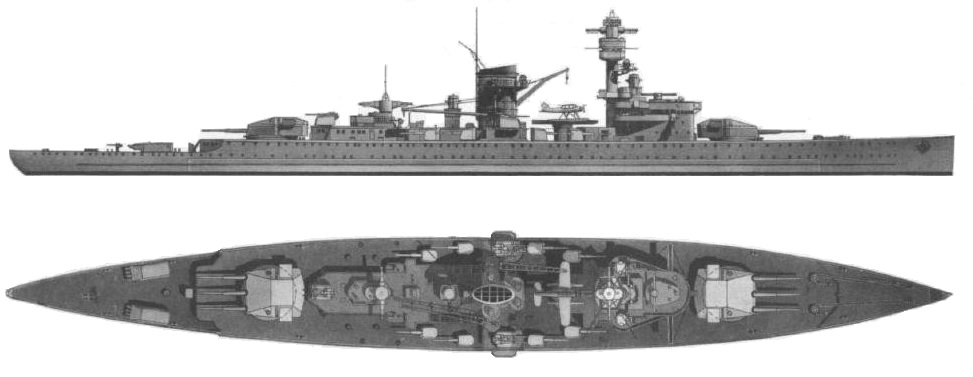
Desenho do Lützow

O Deutschland tinha 186 metros de comprimento de fora a fora, uma boca de 20,69 metros e um calado máximo de 7,25 metros. Seu deslocamento projetado era de 12 630 toneladas, enquanto o deslocamento carregado chegava a 14 520 toneladas, porém a Alemanha afirmou oficialmente que a embarcação estava dentro do limite de 10 160 toneladas imposto pelos termos do Tratado de Versalhes. Seu sistema de propulsão era composto por oito motores a diesel MAN dois tempos de ação dupla com nove cilindros divididos. Eles tinha uma potência indicada de até 54 mil cavalos-vapor (39,7 mil quilowatts), suficiente para impulsionar o navio até uma velocidade máxima de 28 nós (52 quilômetros por hora). A uma velocidade de cruzeiro de vinte nós (37 quilômetros por hora), a autonomia era de dez mil milhas náuticas (dezenove mil quilômetros). Ao entrar em serviço sua tripulação era composta por 33 oficiais e 586 marinheiros, mas estes números cresceram após 1935 e passaram a ser de trinta oficiais e entre 921 e 1 040 marinheiros.
O armamento principal do Deutschland consistia em seis canhões SK C/28 de 283 milímetros montados em duas torres de artilharia triplas, uma na frente e outra a ré da superestrutura. A bateria secundária tinha oito canhões SK C/28 de 149 milímetros em torres únicas instaladas a meia-nau, quatro em cada lateral. A bateria antiaérea originalmente tinha três canhões L/45 de 88 milímetros, mas estes foram substituídos em 1935 por seis canhões L/78 de 88 milímetros. Estas armas foram todas removidas em 1940 e substituídas por seis canhões L/65 de 105 milímetros, quatro canhões SK C/30 de 37 milímetros e dez canhões Flak 30 de 20 milímetros. Ao final da guerra a bateria antiaérea tinha novamente sido reorganizada, consistindo em seis canhões Flak 28 de 40 milímetros, dez canhões de 37 milímetros e 28 canhões de 20 milímetros. Por fim, haviam oito tubos de torpedo de 533 milímetros em dois lançadores quádruplos montados na popa. O cinturão principal de blindagem tinha entre sessenta e oitenta milímetros de espessura. O convés superior tinha dezessete milímetros de espessura, enquanto o convés blindado principal ficava entre dezessete e 45 milímetros. As torres de artilharia principais tinham frentes de 140 milímetros e laterais de 85 milímetros. O navio também era equipado com dois hidroaviões Arado Ar 196 para reconhecimento aéreo e uma catapulta de lançamento.

## História

### Início de serviço

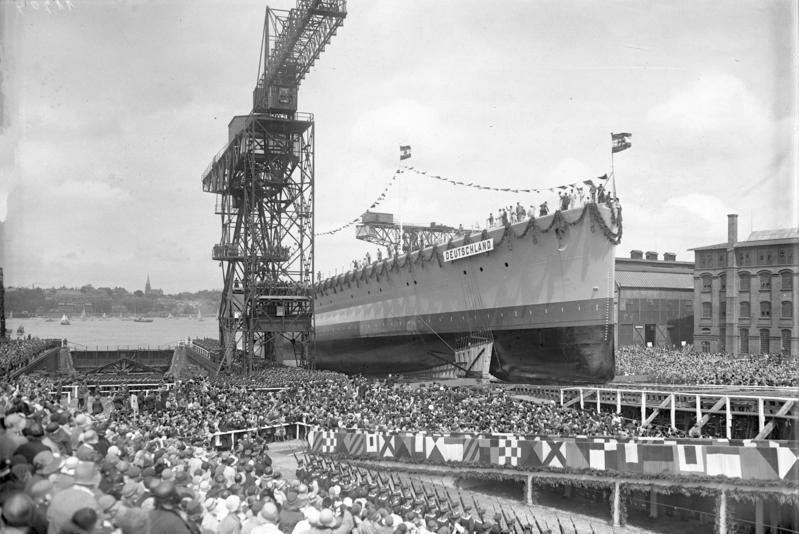
A cerimônia de lançamento do Deutschland em 19 de maio de 1931

O Deutschland foi encomendado pela Reichsmarine dos estaleiros da Deutsche Werke em Kiel com o nome provisório Ersatz Preussen, sendo um substituto para o antigo couraçado pré-dreadnought Preussen. Seu batimento de quilha ocorreu em 5 de fevereiro de 1929, sob o número de construção 219. Ele foi lançado ao mar durante uma cerimônia ocorrida em 19 de maio de 1931, quando foi batizado por Heinrich Brüning, o Chanceler da Alemanha. O navio acidentalmente começou a deslizar pela rampa de lançamento enquanto Brüning ainda estava realizando o discurso de lançamento. Os testes marítimos começaram em novembro de 1932 logo depois dos trabalhos de equipagem terem sido finalizados. A embarcação foi comissionada na frota em 1º de abril de 1933.
O navio passou a maior parte de 1933 e 1934 realizando manobras de treinamento. Testes de velocidade iniciais em maio de 1933 indicaram que uma velocidade máxima de 25 nós (46 quilômetros por hora) era preferível, mas em testes ocorridos em junho o Deutschland alcançou 28 nós tranquilamente. Os testes terminaram em dezembro e o cruzador ficou pronto para o serviço ativo com a frota. O ditador Adolf Hitler visitou a embarcação em abril de 1934, supostamente passeando sozinho e conversando informalmente com os tripulantes. Ele fez várias visitas diplomáticas, incluindo em Gotemburgo na Suécia e uma visita de estado formal a Edimburgo na Escócia em outubro.
A embarcação realizou uma série de viagens de treinamento de longa-distância pelo Oceano Atlântico no início de 1935. Em março navegou até a região do Caribe e América do Sul. Ao voltar para a Alemanha entrou em uma doca seca para trabalhos normais de manutenção, além da instalação de novos equipamentos. Sua catapulta de aeronaves foi instalada nesta época, inicialmente recebendo dois hidroaviões Heinkel He 60. O Deutschland participou de manobras com a frota em águas alemãs no início de 1936. Em seguida teve a companhia de seu irmão recém-comissionado Admiral Scheer para um cruzeiro no Atlântico, que incluiu uma parada em Madeira.

### Guerra Civil Espanhola
A Guerra Civil Espanhola começou em 1936 e o Deutschland e o Admiral Scheer foram enviados para o litoral espanhol em 23 de julho a fim de realizarem patrulhas de não-intervenção próximas das áreas controladas pela facção republicana. Suas torres de artilharia foram pintadas com grandes faixas pretas, brancas e vermelhas a fim de ajudar na identificação aérea e também indicar que era uma embarcação neutra. Seus deveres durante esse período incluíam evacuação de refugiados fugindo das zonas de guerra e proteção de navios alemães carregando suprimentos para a facção nacionalista, além de aquisição de inteligência para os nacionalistas.

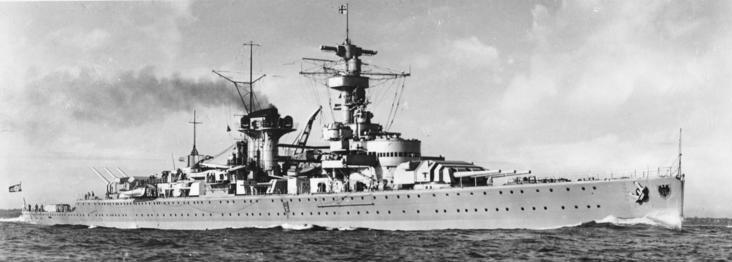
O Deutschland em 1938 durante uma patrulha de não-intervenção

O Deutschland atracou em Palma de Maiorca nas Ilhas Baleares em maio de 1937 junto com vários outros navios de guerra neutros britânicos e italianos. O porto foi atacado por aeronaves republicanas, porém disparos antiaéreos dos navios afastaram os atacantes. Os barcos torpedeiros Seeadler e Albatros escoltaram o Deutschland para a ilha de Ibiza no dia 24. Ele foi novamente atacado por bombardeiros republicanos enquanto estava atracado no local; dois Tupolev SB-2 de origem soviética, pilotados secretamente por pilotos das Forças Aéreas Soviéticas, realizaram o ataque. O cruzador foi acertado por duas bombas; a primeira penetrou o convés superior próximo da ponte de comando e explodiu acima do convés blindado principal, enquanto a segunda acertou próxima do terceiro canhão de 149 milímetros de estibordo, causando sérios incêndios. O ataque matou 31 marinheiros e feriu outros 74.
O cruzador rapidamente deixou o porto. Ele se encontrou com o Admiral Scheer para embarcar mais médicos antes de seguir para Gibraltar, onde os mortos foram enterrados com honras militares completas. Entretanto, Hitler ordenou dez dias depois que os homens fossem exumados e enterrados na Alemanha. Os feridos também foram evacuados para Gibraltar para tratamento médico. Hitler ficou furioso com o ataque e ordenou que o Admiral Scheer bombardeasse o porto de Almeria em retaliação ao chamado "Incidente do Deutschland". O ditador soviético Josef Stalin posteriormente emitiu ordens de que mais ataques contra navios alemães e italianos estavam proibidos.
O Deutschland passou a maior parte dos anos de 1938 e 1939 realizando manobras de treinamento com o resto da frota e fazendo visitas diplomáticas para diversos portos estrangeiros. Ele fez uma visita oficial à Espanha em 1939 depois da vitória nacionalista na guerra civil. Ele participou de um grande exercício da frota no Atlântico junto com seu irmão Admiral Graf Spee e os cruzadores rápidos Köln, Leipzig e Nürnberg, mais vários contratorpedeiros, u-boots e embarcações de suporte.

### Segunda Guerra Mundial

#### Primeiras ações

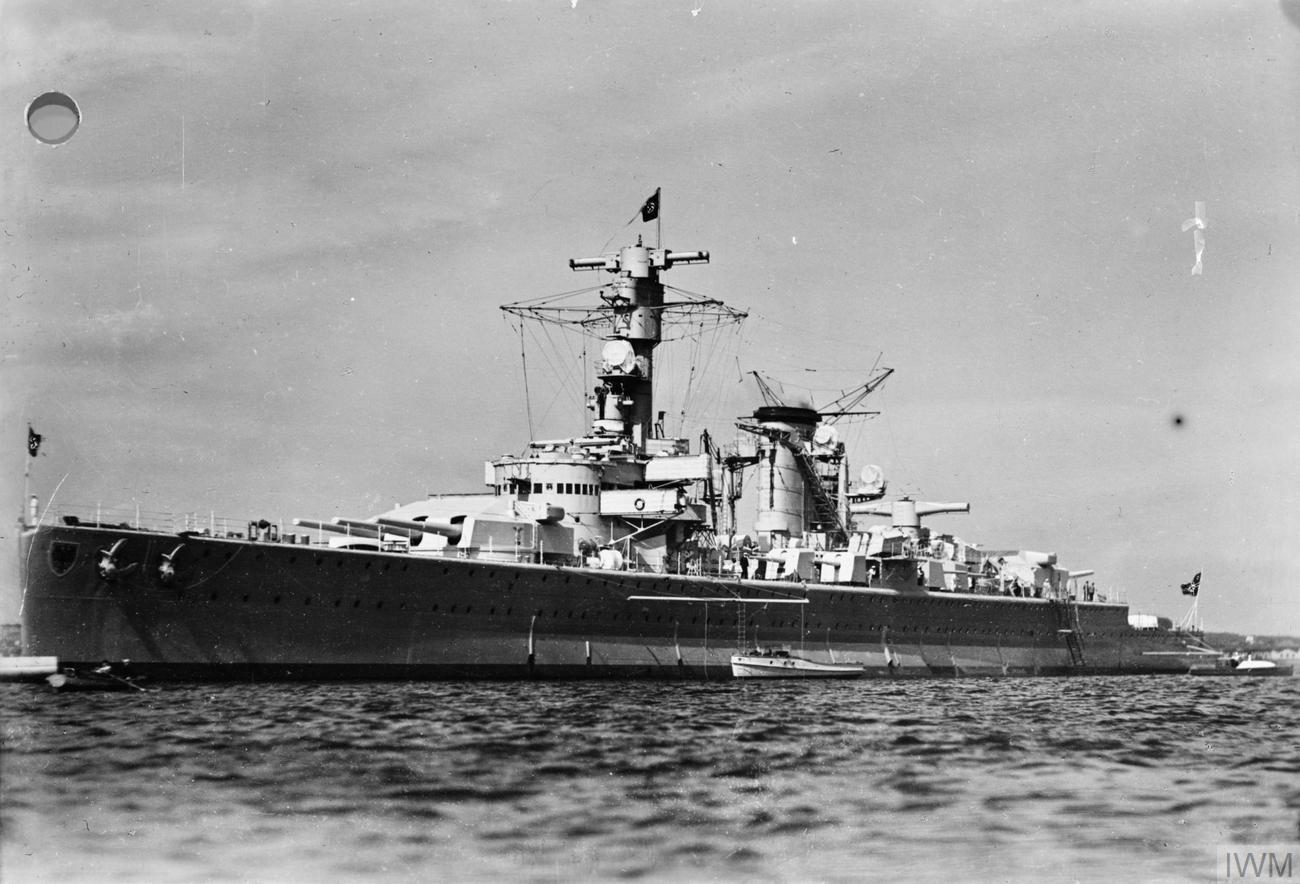
O Deutschland c. 1936

O navio deixou Wilhelmshaven em 24 de agosto de 1939, uma semana antes da invasão alemã da Polônia, seguindo para uma posição ao sul da Groenlândia. Ele estaria preparado para atacar embarcações mercantes Aliadas em caso de uma guerra após o ataque contra a Polônia. O navio de suprimentos Westerwald foi designado para apoiar o Deutschland durante a operação. O cruzador recebeu ordens para manter direitos de prêmios, que exigia que o Deutschland parasse e vasculhasse navios por contrabandos antes de afundá-los, além de garantir que as tripulações fossem evacuadas em segurança. A embarcação também recebeu ordens de evitar combates até mesmo contra forças inferiores, pois a interrupção comercial era o objetivo principal. Hitler esperava negociar uma paz com o Reino Unido e a França depois de tomar a Polônia, assim só autorizou o começo da missão de ataque comercial do Deutschland em 26 de setembro. Nesse momento o cruzador já tinha seguido mais para o sul a fim de caçar na rota Bermudas-Açores.
O cruzador encontrou e afundou o navio de transporte britânico HMTS Stonegate em 5 de outubro, porém este antes conseguiu enviar um sinal de socorro informando embarcações na área sobre a presença do Deutschland. Em seguida rumou para o norte até a rota de Halifax, onde encontrou no dia 9 o cargueiro norte-americano SS City of Flint. Os alemães descobriram que o navio estava carregando contrabando e assim foi tomado. Uma tripulação alemã assumiu o controle do navio, levando-o junto com sua tripulação original prisioneira para Murmansk. Entretanto, o City of Flint acabou tomado pela Noruega em Haugesund e seu controle foi restaurado à sua tripulação norte-americana. Enquanto isso, o Deutschland encontrou e afundou o navio de transporte norueguês Lorentz W Hansen em 14 de outubro. No mesmo dia parou o navio dinamarquês Kongsdal; quando ficou claro que este estava seguindo para um porto neutro, os prisioneiros do Lorentz W Hansen foram colocados a bordo e a embarcação pode prosseguir. O Kongsdal depois relatou o encontro para a Marinha Real Britânica e confirmou que o Deutschland era o navio operando no Oceano Atlântico.
O clima ruim no Atlântico durante o período atrapalhou a missão do Deutschland, porém ele prendeu vários navios de guerra britânicos na região designados para rastreá-lo. A Força de Ataque francesa, centrada no couraçado Dunkerque, estava ocupada com a proteção de comboios próximos do Reino Unido para protege-los de serem atacados pelo cruzador alemão. O Alto Comando Naval convocou o Deutschland de volta para casa no início de novembro. Ele passou pelo Estreito da Dinamarca no dia 15 e ancorou em Gotenhafen no dia 17. A embarcação foi capaz de afundar apenas dois navios e capturar um terceiro no decorrer de sua missão. Passou por uma grande reforma em 1940, durante a qual uma proa clipper foi instalada com o objetivo de melhorar sua navegabilidade. Na mesma época foi reclassificado de navio blindado para cruzador pesado e renomeado para Lützow. O próprio Hitler tomou a decisão de renomeá-lo, reconhecendo que o naufrágio de um navio de guerra, sempre uma possibilidade, seria um desastre de propaganda caso essa embarcação tivesse o nome da Alemanha. O grande almirante Erich Raeder, o comandante da Kriegsmarine, também esperava que o novo nome confundiria a inteligência Aliada; o cruzador pesado Lützow da Classe Admiral Hipper estava para ser vendido para a Frota Naval Militar Soviética e Raeder esperava que o uso de seu nome para o Deutschland ajudaria a esconder a transação. As reformas terminaram em março de 1940, com a intenção sendo que o navio fosse enviado em mais uma missão para atacar navios mercantes no Atlântico Sul. Entretanto, no mês seguinte foi designado para as forças que participariam da invasão da Noruega.

#### Invasão da Noruega

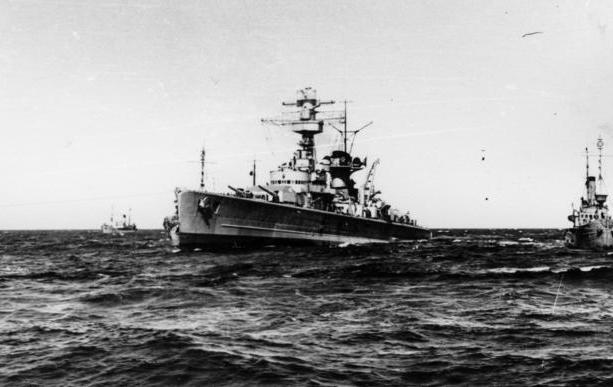
O Lützow na Noruega em abril de 1940

O Lützow foi designado para o Grupo 5, junto com o cruzador rápido Emden e o cruzador pesado Blücher, este último servindo de capitânia do contra-almirante Oskar Kummetz. O Grupo 5 foi encarregado de capturar a cidade de Oslo, a capital da Noruega, também transportando uma força de duas mil tropas montanhistas da Wehrmacht. O Lützow embarcou mais de quatrocentos soldados para sua viagem a Noruega. A força deixou a Alemanha em 8 de abril e passou pelo Kattegat. No caminho foram atacados pelo submarino britânico HMS Triton, porém todos seus torpedos erraram e os barcos torpedeiros alemães conseguiram afastá-lo.
O Grupo 5, pouco antes da meia-noite, passou pelo anel externo de defesas norueguesas na entrada do Fiorde de Oslo, com o Blücher liderando a formação. O Lützow estava logo atrás, com Emden na retaguarda. Os alemães evitaram ataques devido à neblina espessa e requerimentos de neutralidade, que exigiam que os noruegueses disparassem tiros de aviso antes. Entretanto, os noruegueses estavam em alerta, incluindo aqueles nas armas costeiras da Fortaleza de Oscarsborg. Os alemães navegaram pelo fiorde a uma velocidade de doze nós (22 quilômetros por hora) até entrarem no alcance dos canhões de 283, 150 e 57 milímetros noruegueses, que abriram fogo. Na resultante Batalha do Estreito de Drøbak, o Blücher foi seriamente alvejado e atingido por dois torpedos. Ele emborcou e afundou pouco depois com aproximadamente mil mortos entre soldados e marinheiros. O Lützow foi atingido por três projéteis de 150 milímetros da bateria de Kopås, causando danos significativos.
A torre de artilharia dianteira foi atingida por um projétil de 150 milímetros que desabilitou o canhão central e danificou o cano direito. Quatro homens foram feridos. Um segundo projétil acertou o convés e penetrou os dois conveses blindados, iniciando um incêndio e matando dois soldados e ferindo seriamente outros seis. Um terceiro acertou a superestrutura atrás do guindaste de hidroaviões de bombordo. Uma das aeronaves foi danificada e quatro artilheiros foram mortos. O Lützow só foi capaz de disparar suas armas secundárias. Os danos sofridos forçaram a esquadra a recuar e deixar o fiorde. Ele acabou desembarcando seu contingente de soldados na Baía de Verle, em seguida usando seus canhões de 283 milímetros ainda operacionais para proporcionar suporte. A maioria das fortalezas norueguesas foi capturada até a tarde de 9 de abril e o comandante das forças remanescentes abriu negociações de rendição. Entretanto, o atraso deu tempo suficiente para que o governo e família real noruegueses fugissem de Oslo.

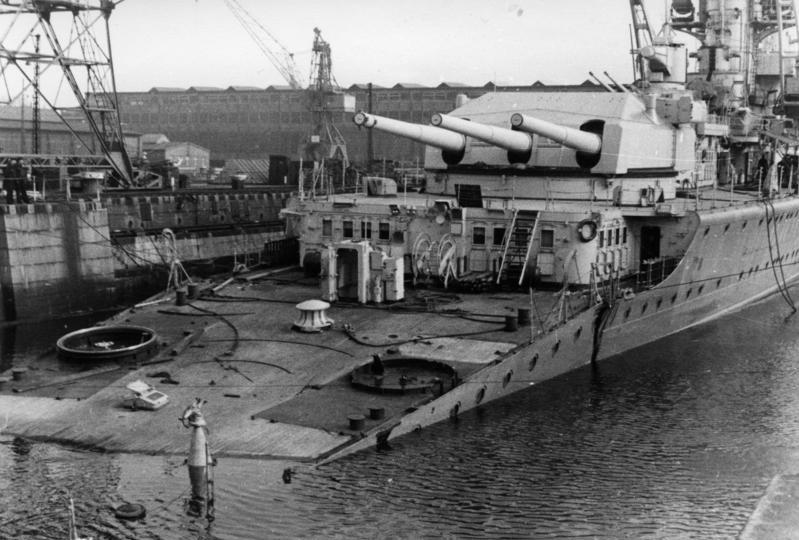
O Lützow em Kiel em 14 de abril de 1940 depois de ser torpedeado

O dano sofrido pelo Lützow fez a Kriegsmarine decidir faze-lo voltar para a Alemanha a fim de passar por reparos. O resto do Grupo 5 permaneceu na Noruega, assim o navio navegou a velocidade máxima para evitar submarinos. Mesmo assim, o submarino britânico HMS Spearfish conseguiu atacar a embarcação em 11 de abril e acertou um único torpedo que causou danos seríssimos. O torpedo destruiu a popa do Lützow, fazendo-a ruir e quase se separar do resto do cruzador, também destruindo seus equipamentos de direção. Ele precisou ser rebocado de volta para o porto e foi descomissionado para reparos, que duraram quase um ano. Dezenove de seus marinheiros foram mortos durante a invasão da Noruega, com outros quinze morrendo pelo acerto do torpedo. Apesar disso, o capitão de mar August Thiele, o oficial comandante do Lützow, foi condecorado com a Cruz de Cavaleiro da Cruz de Ferro por suas ações na Batalha do Estreito de Drøbak, durante a qual assumiu o comando de todo o Grupo 5 depois da perda do Blücher.
Foi recomissionado em 31 de março de 1941, com a Kriegsmarine inicialmente planejando enviá-lo em mais uma missão para atacar navios mercantes. Desta vez o Lützow teria a companhia do Admiral Scheer, partindo em 12 de junho para a Noruega com uma escolta de contratorpedeiros. Entretanto, torpedeiros britânicos atacaram perto de Egersund e o acertaram uma vez, desativando seu sistema elétrico e deixando o navio parado na água. Ele começou a adernar seriamente para bombordo e o eixo de bombordo foi danificado. A tripulação realizou reparos de emergência que permitiram que voltasse para a Alemanha, com os reparos definitivos ocorrendo em Kiel por seis meses. Foi declarado pronto em 10 de maio de 1942.

#### Ações na Noruega
O Lützow deixou a Alemanha em 15 de maio e seguiu para a Noruega a fim de juntar-se às forças que tinham a intenção de atrapalhar comboios para a União Soviética. Ele juntou-se ao Admiral Scheer na Baía de Bogen dez dias depois. Foi nomeado a capitânia do agora vice-almirante Kummetz, comandante do Grupo de Combate 2. Escassez de combustível limitou as operações, porém os dois cruzadores pesados realizaram alguns exercícios de treinamento de combate. A formação foi designada para a Operação Movimento do Cavalo, um planejado ataque contra o comboio PQ 17, que seguiria para a União Soviética. A força deixou seus ancoradouros em 3 de julho, porém o Lützow e três contratorpedeiros encalharam sob neblina espessa e sofreram danos significativos. A inteligência britânica tinha detectado a partida dos alemães e ordenou que o comboio se espalhasse. Os alemães sabiam que o efeito surpresa tinha sido perdido e abandonaram o ataque de superfície, encarregando os u-boots e a Luftwaffe com a destruição do comboio. Eles acabaram afundando 24 das 35 embarcações de transporte. O Lützow voltou para a Alemanha para reparos, que duraram até o final de outubro. Iniciou uma série de breves testes marítimos no dia 30. Voltou para a Noruega no início de novembro com um contratorpedeiro de escolta, chegando em Narvik no dia 12.
O navio, o cruzador pesado Admiral Hipper e seis contratorpedeiros deixaram Narvik em 30 de dezembro para a Operação Arco-Íris, um ataque ao comboio JW 51B, que a inteligência alemã relatou que tinha pouca escolta. O plano de Kummetz era dividir sua força, levando consigo o Admiral Hipper e três contratorpedeiros ao norte do comboio a fim de atacá-lo e atrair as escoltas. O Lützow e os três contratorpedeiros restantes atacariam então o comboio indefeso. O contratorpedeiro britânico HMS Obdurate avistou os três contratorpedeiros do Admiral Hipper às 9h15min do dia 31, com os alemães abrindo fogo primeiro. Quatro dos cinco contratorpedeiros escoltando o comboio correram para a luta, com o HMS Achates lançando uma cortina de fumaça para proteger o comboio. Kummetz virou para o norte a fim de atrair os contratorpedeiros para longe. O capitão Robert Sherbrooke, o comandante dos contratorpedeiros britânico, deixou dois navios dando cobertura para o comboio e seguiu com os outros quatro atrás do Admiral Hipper.
O Lützow, enquanto isso, navegou em direção ao comboio vindo do sul e abriu fogo às 11h42min. As condições climáticas ruins dificultaram disparos precisos e ele parou de atirar às 12h03min sem ter acertado alvo algum. A Força R sob o comando do contra-almirante Robert Burnett, centrada nos cruzadores rápidos HMS Sheffield e HMS Jamaica, estava em apoio distante ao comboio, correndo para ajudá-lo. Eles atacaram o Admiral Hipper, que estava disparando a bombordo contra o contratorpedeiro HMS Obedient. Os navios de Burnett aproximaram-se por estibordo e alcançaram surpresa completa. O Lützow recebeu ordens de interromper o ataque ao comboio e reforçar o Admiral Hipper. O Lützow acidentalmente ficou lado a lado com o Sheffield e o Jamaica, atacando-os assim que os identificou como inimigos, porém seus disparos continuaram com pouca precisão. Os britânicos viraram-se em direção ao Lützow e ficaram sob fogo dos dois cruzadores alemães. Burnett rapidamente decidiu recuar diante do poderio de fogo superior alemão; seus navios eram armados com canhões de 152 milímetros, enquanto o Admiral Hipper tinha armas de 203 milímetros e o Lützow de 283 milímetros.

#### Ações no Báltico

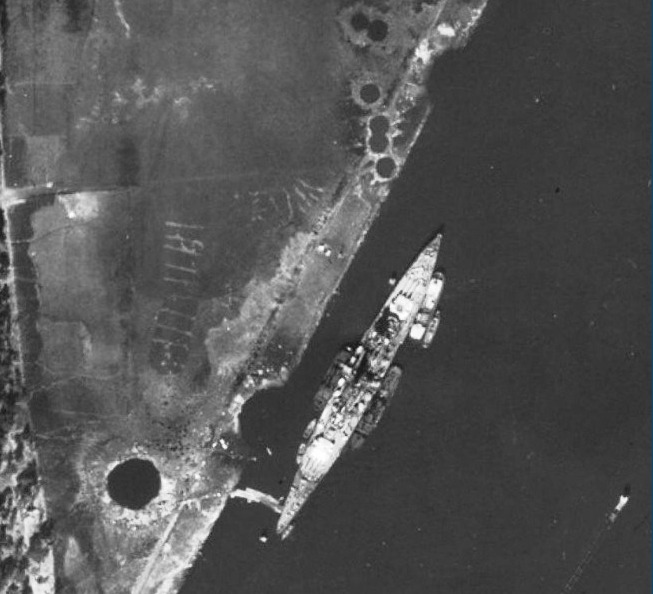
O Lützow naufragado em Kaiserfahrt em 26 de abril de 1945

Hitler ficou furioso pelo fracasso em destruir o comboio e ordenou que os grandes navios de superfície alemães restantes deveriam ser desmontados como sucata. Raeder renunciou em protesto, sendo substituído pelo grande-almirante Karl Dönitz, que conseguiu persuadir Hitler a revogar a ordem. O Lützow foi para o Fiorde de Alta em março de 1943, onde sofreu problemas com seus motores. Seu sistema de propulsão mostrou-se tão pouco confiável que reparos na Alemanha se fizeram necessários. Ele brevemente voltou para a Noruega em setembro, porém uma ampla reforma era necessária. Os trabalhos foram finalizados em Kiel em janeiro de 1944, depois do qual permaneceu no Mar Báltico para realizar cruzeiros de treinamento para novos marinheiros em potencial.
Em 13 de abril de 1945, 24 bombardeiros Avro Lancaster da Força Aérea Real atacaram o Lützow e o Prinz Eugen, porém erraram devido a uma cobertura de nuvens. Eles tentaram e fracassaram novamente dois dias depois, mas dezoito Lancaster do Esquadrão Nº 617 acertaram o Lützow uma vez e quase o acertaram várias vezes em Kaiserfahrt no dia 16 com bombas Tallboy. Os danos foram suficientes para afundá-lo, porém a água era rasa o suficiente para que o convés principal ficasse dois metros acima do mar, permitindo que o navio fosse usado como bateria estacionária contra o avanço das forças soviéticas. O cruzador continuou a desempenhar essa função até 4 de maio, quando por fim gastou seus últimos projéteis de sua bateria principal. Seu tripulação preparou cargas de demolição para destruir seu casco, porém um incêndio fez com que os explosivos detonassem prematuramente.
O destino do Lützow por muito tempo foi incerto, como a maioria dos navios capturados pela Frota Naval Militar Soviética. Os historiadores Erich Gröner e M. J. Whitley afirmaram que os soviéticos reflutuaram a embarcação em setembro de 1947 e a desmontaram como sucata entre 1948 e 1949. Os historiadores Hans H. Hildebrand, Albert Röhr e Hans-Otto Steinmetz, por outro lado, falaram que o Lützow foi reflutuado e depois afundado próximo de Colberga, também dizendo que o Lützow que foi desmontado no final da década de 1940 era na verdade o navio da Classe Admiral Hipper que havia sido vendido para a União Soviética em 1940. O historiador Hans Georg Prager examinou arquivos soviéticos no início da década de 2000 e descobriu que na verdade a embarcação tinha sido afundada em testes de armamentos próximo de Świnoujście no dia 22 de julho de 1947.